# Nouchi
Nouchi (auch noussi oder noushi) ist eine auf dem Französischen basierende, von vielfältigen lokalen Dialekten geprägte Hybrid- oder Kreolsprache der Elfenbeinküste. Sie hat sich zu einem varietätenreichen Soziolekt entwickelt, der in der Popularkultur auch über die Elfenbeinküste hinaus verwendet wird. Die Sprecher, die meist auch andere lokale Sprachen beherrschen, bezeichnet man als die nouchis.

## Herkunft des Begriffs
Nouchi bedeutet „Schnurrbart“ oder „Schnauzbart“ (von Maninka: nou Nase, chi Haar). Damit wurden zunächst machistische und delinquente Straßenkinder (badboys, ghettomen) bezeichnet.

## Ursprung
Nouchi entstand in den 1970er Jahren zunächst als Jargon randständiger, teils aus Guinea zugewanderter Susu sprechender und aus Benin zugewanderter Fon sprechender Jugendlicher in den Armenvierteln Abidjans. Die Zuwanderer waren meist Analphabeten, wurden nicht beschult und beherrschten Französisch kaum oder nur sehr unsicher, wobei die Verwendung des français populaire ivoirien infolge seiner raschen Verbreitung seit den 1960er Jahren ohnehin kaum standardisiert war und die Sprache selbst rasch pidginisiert wurde. Die damit einhergehende Simplifizierung des Französischen führte jedoch in der Folge zur Bildung neuer Regeln, nach Hattiger ein Kriterium für die Bildung einer Kreolsprache.

## Struktur und Weiterentwicklung
Nouchi basiert weitgehend auf der französischen Syntax, verwendet aber einfache Satzkonstruktionen weitgehend ohne Präpositionen und Relativpronomen, dafür viele Metaphern, Metonymien und Euphemismen. Außerdem sind die Verbformen stark reduziert. Das Nouchi-Vokabular speist sich aus lokalen Sprachen wie Dioula (Jula), Mandinka (beides Mande-Sprachen), Baule (Baoulé) oder Sprachen und Dialekten der Nachbarstaaten. Fortwährend entstehen neue Begriffe, so z. B. der Neologismus s’enjailler von englisch to enjoy.
Um 1990 adaptierten auch gut ausgebildete Jugendliche das Nouchi. Um 2008 erklärten fast zwei Drittel der Schüler in Abdidjan, Nouchi als Umgangssprache zu benutzen. Zu dieser Zeit war Nouchi längst zur Sprache der ivorischen Popularmusik (des Zouglou und Rap) geworden. Es wird heute schichtübergreifend verwendet und ersetzt auch in der interethnischen Kommunikation das Französische, so z. B. in Mischehen. Auch von der Nationalhymne (L’Abidjanaise) existiert eine Nouchi-Version. Die Verschriftlichung schreitet voran, vor allem im Internet.

## Symbolische Funktion
Ursprünglich ein verachteter Jargon des banditisme, hat sich Nouchi zumindest zu einer Alternative zum regional vorherrschenden Dioula entwickelt. Durch den Gebrauch des Nouchi kann die Entscheidung zwischen einer traditionellen regionalen Sprache (Dioula), die keine Begriffe für elektronische Produkte, moderne Kleidung oder den modernen Geldverkehr besitzt, und einer modernen importierten Sprache (ivorisches Französisch) vermieden werden. Dadurch wird angeblich eine Art nationaler Identität gestiftet. Das wird jedoch mit Blick auf die vielen Varietäten (die auch ein Ausdruck der Superdiversität des Landes mit seinen über 60 Sprachen sind) und die unterschiedliche, rasch veränderliche Lexikalik bestritten. Auch in der ivorischen Literatur findet Nouchi Verwendung.